# Miike Takashi × Aikawa Show: Zatoichi
Miike Takashi × Aikawa Show: Zatoichi (en japonés: 三池崇史 × 哀川翔 『座頭市』, Miike Takashi × Aikawa Shô: Zatôichi?), también conocida como Zatoichi - Stage play o Zatoichi Live, es una producción teatral basada en el personaje Zatōichi, creado por Kan Shimozawa, y coescrita por Takashi Miike y Masa Nakamura. Esta fue la segunda obra de  teatro filmada de Miike, después de que en 2004 realizara Demon Pond. La producción teatral se realizó y filmó el 12 de diciembre de 2007 y se lanzó en DVD el 30 de mayo de 2008.

## Argumento
Zatoichi, al cual le han puesto precio a su cabeza después de matar a un par de funcionarios de Kappo, provoca un alboroto cuando entra en una casa de juego, y descubre que un hombre escondido debajo de la mesa está haciendo trampas. Este altercado conlleva, a que dos hermanos llamados Cho y Ryo, más conocidos como los "Twin Snakes", lo identifiquen, y quieran conseguir la recompensa que pesa sobre él. Pero Zatoichi consigue escapar con ayuda de un jugador llamado Hachi, con el que más adelante irá forjando una gran amistad. Mientras tanto, los hermanos "Twin Snakes" son asesinados por Ryunosuke, un guardaespaldas samurái renegado.
Al mismo tiempo, llega a la ciudad una Compañía de teatro llamada Ake-Tayu, que la componen un grupo de artistas itinerantes liderados por Ake, y que se preparan para presentar un espectáculo de comedia en el pueblo, para el festival de otoño.

A partir de aquí se sucederán una serie de acontecimientos en los que Ichi, Ake y Ryunosuke formaran parte de un triángulo amoroso, a la vez, que se verán atrapados en medio de una disputa entre dos clanes yakuza.

## Reparto
| Actor            | Papel     |
| ---------------- | --------- |
| Show Aikawa      | Zatōichi  |
| Ken'ichi Endō    | Ryunosuke |
| Saki Asami       |           |
| Sadao Abe        | Hachi     |
| Hiroyuki Nagato  | Goroku    |
| Yujin Nomura     | Ranmaru   |
| RIKIYA           |           |
| Sachiko Matsura  |           |
| Ryūzō Tanaka     | Gonzo     |
| Toshiya Nagasawa | Kumakachi |
| Hirohisa Nakata  | Akasawa   |
| Aiko Ito         | Oso       |
| Sota Aoyama      |           |

## Producción
La actuación en vivo se realizó y se filmó en el Teatro Shinjuku Koma el 12 de diciembre de 2007, y fue el primer papel protagonista encima de un escenario de, Show Aikawa, que era más conocido por ser: "El emperador del V-Cinema". 

Takashi Miike ha sido fanático de la serie Zatoichi desde siempre. En un artículo para The Guardian, Miike comentó: "Me encanta la serie Zatoichi sobre el espadachín ciego, especialmente la primera película de 1962. Es una obra maestra".Pero en una entrevista para IndieWire en 1996, un año antes de la muerte del famoso actor que interpretaba a Zatoichi, Shintaro Katsu, Takashi Miike dijo: “Planeo hacer una especie de jidaigeki. Tradicionalmente, se trata de kimonos, espadas y samuráis, al estilo de “El lobo solitario y su cachorro” o “Zatoichi”. Sería para toda la familia y con una combinación entre Shakespeare y guerreros samuráis”. Tenía la intención de elegir a Takeshi Kitano para el papel principal, pero Kitano quería dirigir la película él mismo, y por lo tanto, Miike, terminó saliendo del proyecto que una vez comenzó. Kitano continuó la producción y finalmente lanzó Zatoichi en 2003.

## Lanzamiento
La obra de teatro Zatoichi - Stage play, se estrenó en varias ciudades de Japón: 
- Actuación en Tokio.
  - Del 3 de diciembre (lunes), al 16 de diciembre (domingo) de 2007.
  - Cerrado: lunes 10 de diciembre.
  - Lugar: Teatro Shinjuku Koma.
  - Precio: asiento S; 12.000 yenes, asiento A; 8.000 yenes, asiento B; 5.000 yenes.
- Actuación en Osaka.
  - Del 20 de diciembre (jueves), al  29 de diciembre (sábado) de 2007.
  - Cerrado: martes 25 de diciembre.
  - Lugar: Sala principal del Teatro de Artes de Umeda.
  - Precio: asiento S; 12.000 yenes, asiento A; 8.000 yenes, asiento B; 5.000 yenes.
- Actuación en Nagoya.
  - Del 4 de enero (viernes), al 6 de enero (domingo) de 2008.
  - Precio: asiento S; 11.500 yenes, asiento A; 7.500 yenes.

Posteriormente sería transmitida por televisión el 16 de febrero de 2008 por WOWOW. El DVD de la actuación filmada fue lanzado en Japón el 30 de mayo de 2008, editado por Umeda Art Theater y WOWOW, y distribuido por Pony Canyon.Algunas palabras que se consideraron inapropiadas fueron eliminadas de la versión en vídeo, no obstante, se incorporaron otras palabras para respetar el trabajo de la obra de teatro.
Esta es la segunda producción teatral que ha dirigido Takashi Miike después de tres años. la primera fue Demon Pond en 2004. Más tarde le siguieron: 
- Chikyu Nagegoro Uchu no Aragaoto (Roppongi Kabuki), estrenada el 3 de febrero de 2015.[8]
- Zatoichi (Roppongi Kabuki Part II), estrenada el 4 de febrero de 2017.[9]
- Rashomon (Roppongi Kabuki Part III), estrenada el 22 de febrero de 2019.[10]
- Drunken Angel, obra de teatro estrenada el 4 de septiembre de 2021.[11]

## Recepción
En una reseña para Asian Movie Pulse, Alexander Knoth, escribió: «La producción escénica es asombrosa. Los decorados en movimiento llenos de detalles, y los trajes coloridos ornamentados del elenco, transmiten una sensación auténtica del Japón feudal. Queda patente que cuentan con un gran equipo de producción detrás de escena, y una fantástica iluminación y música. Todos juntos, consiguen hacer encajan perfectamente la mezcla de comedia, violencia y romance que se presenta en el escenario.

A diferencia de la obra teatral anterior de Miike, la edición y la cinematografía para capturar esta obra no es tan intensa. Los elementos manipulativos de la posproducción y la selección de diferentes ángulos se mantienen al mínimo. Es por eso que algunos pueden echar de menos un cierto enfoque cinematográfico, ya que después de todo sigue siendo una experiencia teatral».
En "Midnight Eye", Tom Mes, crítico de cine y escritor, con dos libros editados sobre Takashi Miike, comento: «la versión teatral de Takashi Miike de 2007, protagonizada por Show Aikawa en el papel principal, se adhirió firmemente a la tradición Misumi en el sentido de que demostró cierta reticencia en el uso de la violencia, a diferencia de otras adaptaciones que aumentaron la violencia».
Mr. C, en una reseña para Planet Chocko, comentó: «Esta obra de teatro es una obra de arte pura y una visita obligada para cualquier fan de Zatoichi-Chanbara. Está interpretada de manera asombrosa y elaborada por expertos, con cambios de escenario muy suaves. La iluminación y la banda sonora le dieron un ambiente muy bueno a la historia, que incluía un toque de comedia junto con el dramatismo y la violencia candente».